# Port lotniczy Sawan
Port lotniczy Sawan (IATA: RZS, ICAO: OPSA) – krajowy port lotniczy położony na polu gazowym Sawan, w prowincji Sindh, w Pakistanie.